# Ufologi
Ufologi, studium av UFO-fenomen, alltså oidentifierade flygande föremål, bedrivet med vetenskapliga metoder. Ufologi är ingen erkänd akademisk disciplin och betraktas av skeptiker som en pseudovetenskap.
I Sverige företräds ufologin av riksorganisationen UFO-Sverige.

## Kända ufologer
- Stanton Friedman
- Bruce Maccabee
- Clas Svahn
- Sune Hjort